# Josephus Van Camp
Josephus (Jef) Van Camp (Diest, 3 april 1936) was een Belgisch voetballer.

## Voetbalcarrière
Jef begon in de jeugd bij "Hooger op Diest" maar na één seizoen transfereerde hij over naar stadsgenoot KFC Diest. Hij debuteerde meteen op zestien jaar in het eerste elftal. Hij steeg met KFC Diest van Eerste Provinciale tot Eerste Klasse in acht jaar tijd. 
Op 32 jaar transfereerde hij naar vierdeklasser "Voorwaarts Tienen" voor twee seizoenen en stapte dan over naar het amateurvoetbal voor één seizoen bij "Sint-Jan Diest". Na dat jaar transfereerde hij naar "SV Heist Den Bosch" voor drie seizoenen en sloot dan af bij "Theuma Diest". In totaal speelde Jef Van Camp 91 wedstrijden in Eerste Klasse en scoorde 31 doelpunten.

## Topschutter
Hij werd topschutter in Tweede Klasse in 1958-1959 en 1959-1960 en ook in Derde Klasse in 1956-1957 en in Vierde Klasse in 1954-1955 en 1955-1956 en in Provinciale in 1953-1954 en 1973-1974. In totaal werd Van Camp zevenmaal topschutter in zijn reeks.